# Pomaderris eriocephala
Pomaderris eriocephala är en brakvedsväxtart som beskrevs av N. A. Wakefield. Pomaderris eriocephala ingår i släktet Pomaderris och familjen brakvedsväxter. Inga underarter finns listade i Catalogue of Life.